# Dersekow
Dersekow település Németországban, Mecklenburg-Elő-Pomeránia tartományban. Lakosainak száma 1149 fő (2023. december 31.).

## Népesség
A település népességének változása:
| Lakosok száma | 1051 | 1064 | 1063 | 1100 | 1149 | 1149 |
|               | 2014 | 2017 | 2019 | 2021 | 2022 | 2023 |